# Новоолександрівка (Любашівська селищна громада)
Новоолекса́ндрівка — село Любашівської селищної громади Подільського району Одеської області України. Населення становить 142 осіб.

## Історія
12 червня 2020 року, відповідно до Розпорядження Кабінету Міністрів України від № 724-р «Про визначення адміністративних центрів та затвердження територій територіальних громад Одеської області», увійшло до складу Любашівської селищної громади.
19 липня 2020 року, в результаті адміністративно-територіальної реформи і ліквідації Любашівського району, село увійшло до складу новоутвореного Подільського району.

## Населення
Згідно з переписом УРСР 1989 року чисельність наявного населення села становила 166 осіб, з яких 68 чоловіків та 98 жінок.
За переписом населення України 2001 року в селі мешкали 142 особи.

### Мова
Розподіл населення за рідною мовою за даними перепису 2001 року:
| Мова       | Кількість | Відсоток |
| ---------- | --------- | -------- |
| українська | 141       | 99.3%    |
| російська  | 1         | 0.7%     |
| Усього     | 142       | 100%     |